# Skataholmen, Kronoby
Skataholmen är en ö i Finland. Den ligger i sjön Larsmosjön och i kommunen Kronoby i den ekonomiska regionen  Jakobstadsregionen  och landskapet Österbotten, i den centrala delen av landet, 400 km norr om huvudstaden Helsingfors. Öns area är 15,7 hektar och dess största längd är 0,8 kilometer i sydväst-nordöstlig riktning. I omgivningarna runt Skataholmen växer i huvudsak blandskog.